# إميلي سكينر
إميلي سكينر (بالإنجليزية: Emily Skinner)‏ هي مغنية وممثلة أمريكية، ولدت في 29 يونيو 1970 في ريتشموند في الولايات المتحدة.

## ترشيحات
- جائزة توني عن فئة أفضل ممثلة في مسرحية موسيقية [الإنجليزية]‏ (1998)

## وصلات خارجية
- إميلي سكينر على موقع IMDb (الإنجليزية)
- إميلي سكينر على موقع ميوزك برينز (الإنجليزية)
- إميلي سكينر على موقع أول موفي (الإنجليزية)
- إميلي سكينر على موقع قاعدة بيانات برودواي على الإنترنت (الإنجليزية)
- إميلي سكينر على موقع قاعدة بيانات برودواي على الإنترنت (الإنجليزية)
- إميلي سكينر على موقع قاعدة بيانات الفيلم (الإنجليزية)
- إميلي سكينر على موقع كينوبويسك (الروسية)